# فرانک لمپارد
فرانک جیمز لمپارد (به انگلیسی: Frank James Lampard) (زادۀ ۲۰ ژوئن سال ۱۹۷۸) بازیکن پیشین و مربی کنونی فوتبال اهل انگلستان است. او به عنوان یکی از برترین هافبک‌های فوتبال و همچنین گلزنترین هافبک تاریخ فوتبال شناخته میشود..  
لمپارد در دوران بازی، یک هافبک خلاق و هافبک باکس تو باکس (هافبک کامل) بود. او دوران حرفه‌ای بازی خود را در سال ۱۹۹۵ و با تیم وستهام آغاز کرد؛ باشگاهی که پدرش، فرانک ریچارد جورج لمپارد نیز در آن بازی کرده‌بود؛ او تا سال ۲۰۰۱ برای وستهام به میدان رفت و پس از آن با انتقالی ۱۱ میلیون پوندی، راهی چلسی شد. در سیزده سال حضور در این تیم، لمپارد خود را به عنوان یک هافبک گلزن تمام عیار مطرح کرد و با ۲۱۱ گل زده در تمام رقابت‌ها، تبدیل به بهترین گلزن تاریخ چلسی شد. او هم‌چنین عناوین قهرمانی مختلفی از جمله سه عنوان قهرمانی لیگ برتر فوتبال انگلستان، یک عنوان قهرمانی لیگ قهرمانان اروپا، چهار قهرمانی جام حذفی، یک عنوان قهرمانی لیگ اروپا و دو قهرمانی جام اتحادیه باشگاه‌های انگلستان را با این تیم کسب کرد. در سال ۲۰۰۵، او عنوان بازیکن سال انجمن نویسندگان فوتبال انگلستان را کسب کرد؛ او هم‌چنین ردۀ دوم برترین بازیکن جهان در توپ طلای ۲۰۰۵ و ردۀ دوم بازیکن سال فوتبال جهان در سال ۲۰۰۵ را در مراسم فیفا کسب کرد. لمپارد سرانجام در سال ۲۰۱۴ از چلسی جدا شد و راهی منچستر سیتی شد؛ پس از یک فصل بازی در این تیم، او راهی تیم نیویورک سیتی در لیگ ام ال اس شد و نهایتا در سال ۲۰۱۷، از فوتبال حرفه‌ای اعلام بازنشستگی کرد.
لمپارد یکی از ۹ بازیکن و تنها هافبکی است که ۱۵۰ گل یا بیشتر در لیگ برتر فوتبال انگلستان به ثمر رسانده‌است. او با ۱۰۲ پاس گل، در ردۀ چهارم برترین پاسور‌های تاریخ لیگ برتر فوتبال انگلستان قرار دارد. او رکورد‌ها و افتخارات دیگری را نیز در چلسی و لیگ برتر فوتبال انگلستان در اختیار دارد؛ او جایزۀ افتخاری اتحادیۀ فوتبال نویسان و جایزۀ بازیکن سال اتحادیۀ هواداران حرفه‌ای فوتبال را کسب کرده‌است. او در طول دوران حرفه‌ای بازی خود، سه بار در تیم سال پی‌اف‌ای قرار گرفته‌است؛ هم‌چنین سه بار عنوان آقای پاس گلی لیگ برتر فوتبال انگلستان را کسب کرده‌است؛ او هم‌چنین از سوی فدراسیون جهانی بازیکنان که شامل ۶۵۰۰۰ بازیکن فوتبال از سراسر جهان است، به عنوان یکی از سه هافبک برتر سال ۲۰۰۵ انتخاب شده‌است؛ لمپارد هم‌چنین در تیم دهۀ چلسی که توسط هواداران این تیم برگزیده شدند نیز انتخاب شد.
در ردۀ ملی، او ۱۰۶ بار برای تیم ملی فوتبال انگلستان به میدان رفته‌است؛ او نخستین بازی خود برای تیم ملی انگلستان را در سال ۱۹۹۹ انجام داد. او در سه جام جهانی ۲۰۰۶، ۲۰۱۰ و ۲۰۱۴ و هم‌چنین یورو ۲۰۰۴، که به عنوان یکی از اعضای تیم منتخب رقابت‌ها انتخاب شد، تیم ملی کشورش را همراهی کرده‌است. او ۲۹ گل ملی برای انگلستان به ثمر رسانده‌است و دو بار در سال‌های ۲۰۰۴ و ۲۰۰۵، به عنوان برترین بازیکن سال فوتبال ملی انگلستان انتخاب شده‌است. او با زدن ۹ گل از روی نقطۀ پنالتی، پرکارترین پنالتی‌زن تیم ملی فوتبال انگلستان به شمار می‌رود. پس از بازنشستگی از بازی‌های ملی، او نشان امپراتوری بریتانیا را به پاس خدماتش به فوتبال دریافت کرد.
پس از بازنشستگی، او در حد فاصل سال‌های ۲۰۱۵ تا ۲۰۱۷، در یک برنامۀ تلویزیونی حضور یافت؛ او هم‌چنین تعدادی کتاب برای کودکان نوشت. او دوران مربیگری خود را در سال ۲۰۱۸ و با تیم دربی کانتی در چمپیونشیپ انگلستان آغاز کرد و موفق شد این تیم را به فینال پلی‌آف صعود به لیگ برتر انگلیس برساند؛ اما با شکست مقابل استون ویلا، از صعود به لیگ برتر بازماند. او در تابستان سال ۲۰۱۹ جانشین مائوریتسیو ساری  به عنوان سرمربی تیم چلسی شد. فرانک توانست در اولین فصلش موفق ظاهر شده و با وجود محرومیت از نقل و انتقالات، سهمیه لیگ قهرمانان اروپا را بگیرد. در فصل دوم، تیم جوان او در تابستان خریدهای زیادی داشت اما کارساز نشد و پس از یک دوره نتایج ضعیف، در ۲۵ ژانویه ۲۰۲۱ با بی صبری مدیران چلسی اخراج شد.

## آمار

### باشگاه
| باشگاه             | فصل        | لیگ  | لیگ | جام حذفی | جام حذفی | جام اتحادیه | جام اتحادیه | قاره‌ای | قاره‌ای | دیگر | دیگر | مجموع | مجموع |
| باشگاه             | فصل        | بازی | گل  | بازی     | گل       | بازی        | گل          | بازی   | گل     | بازی | گل   | بازی  | گل    |
| ------------------ | ---------- | ---- | --- | -------- | -------- | ----------- | ----------- | ------ | ------ | ---- | ---- | ----- | ----- |
| وستهام             | ۱۹۹۵–۹۶    | ۲    | ۰   | ۰        | ۰        | ۰           | ۰           | ۰      | ۰      | —    | —    | ۲     | ۰     |
| وستهام             | ۱۹۹۶–۹۷    | ۱۳   | ۰   | ۱        | ۰        | ۲           | ۰           | ۰      | ۰      | —    | —    | ۱۶    | ۰     |
| وستهام             | ۱۹۹۷–۹۸    | ۳۱   | ۵   | ۶        | ۱        | ۵           | ۴           | ۰      | ۰      | —    | —    | ۴۲    | ۱۰    |
| وستهام             | ۱۹۹۸–۹۹    | ۳۸   | ۵   | ۱        | ۰        | ۲           | ۱           | ۰      | ۰      | —    | —    | ۴۱    | ۶     |
| وستهام             | ۱۹۹۹–۲۰۰۰  | ۳۴   | ۷   | ۱        | ۰        | ۴           | ۳           | ۱۰     | ۴      | —    | —    | ۴۹    | ۱۴    |
| وستهام             | ۲۰۰۰–۰۱    | ۳۰   | ۷   | ۴        | ۱        | ۳           | ۱           | ۰      | ۰      | —    | —    | ۳۷    | ۹     |
| وستهام             | مجموع      | ۱۴۸  | ۲۴  | ۱۳       | ۲        | ۱۶          | ۹           | ۱۰     | ۴      | —    | —    | ۱۸۷   | ۳۹    |
| سوانزی سیتی (قرضی) | ۱۹۹۵–۹۶    | ۹    | ۱   | ۰        | ۰        | ۰           | ۰           | —      | —      | ۰    | ۰    | ۹     | ۱     |
| سوانزی سیتی (قرضی) | مجموع      | ۹    | ۱   | ۰        | ۰        | ۰           | ۰           | —      | —      | ۰    | ۰    | ۹     | ۱     |
| چلسی               | ۲۰۰۱–۰۲    | ۳۷   | ۵   | ۸        | ۱        | ۴           | ۰           | ۴      | ۱      | —    | —    | ۵۳    | ۷     |
| چلسی               | ۲۰۰۲–۰۳    | ۳۸   | ۶   | ۵        | ۱        | ۳           | ۰           | ۲      | ۱      | —    | —    | ۴۸    | ۸     |
| چلسی               | ۲۰۰۳–۰۴    | ۳۸   | ۱۰  | ۴        | ۱        | ۲           | ۰           | ۱۴     | ۴      | —    | —    | ۵۸    | ۱۵    |
| چلسی               | ۲۰۰۴–۰۵    | ۳۸   | ۱۳  | ۲        | ۰        | ۶           | ۲           | ۱۲     | ۴      | —    | —    | ۵۸    | ۱۹    |
| چلسی               | ۲۰۰۵–۰۶    | ۳۵   | ۱۶  | ۵        | ۲        | ۱           | ۰           | ۸      | ۲      | ۱    | ۰    | ۵۰    | ۲۰    |
| چلسی               | ۲۰۰۶–۰۷    | ۳۷   | ۱۱  | ۷        | ۶        | ۶           | ۳           | ۱۱     | ۱      | ۱    | ۰    | ۶۲    | ۲۱    |
| چلسی               | ۲۰۰۷–۰۸    | ۲۴   | ۱۰  | ۱        | ۲        | ۳           | ۴           | ۱۱     | ۴      | ۱    | ۰    | ۴۰    | ۲۰    |
| چلسی               | ۲۰۰۸–۰۹    | ۳۷   | ۱۲  | ۷        | ۳        | ۲           | ۲           | ۱۱     | ۳      | —    | —    | ۵۷    | ۲۰    |
| چلسی               | ۲۰۰۹–۱۰    | ۳۶   | ۲۲  | ۶        | ۳        | ۱           | ۰           | ۷      | ۱      | ۱    | ۱    | ۵۱    | ۲۷    |
| چلسی               | ۲۰۱۰–۱۱    | ۲۴   | ۱۰  | ۳        | ۳        | ۰           | ۰           | ۴      | ۰      | ۱    | ۰    | ۳۲    | ۱۳    |
| چلسی               | ۲۰۱۱–۱۲    | ۳۰   | ۱۱  | ۵        | ۲        | ۲           | ۰           | ۱۲     | ۳      | —    | —    | ۴۹    | ۱۶    |
| چلسی               | ۲۰۱۲–۱۳    | ۲۹   | ۱۵  | ۴        | ۲        | ۳           | ۰           | ۱۰     | ۰      | ۴    | ۰    | ۵۰    | ۱۷    |
| چلسی               | ۲۰۱۳–۱۴    | ۲۶   | ۶   | ۱        | ۰        | ۱           | ۱           | ۱۱     | ۱      | ۱    | ۰    | ۴۰    | ۸     |
| چلسی               | مجموع      | ۴۲۹  | ۱۴۷ | ۵۸       | ۲۶       | ۳۴          | ۱۲          | ۱۱۷    | ۲۵     | ۱۰   | ۱    | ۶۴۸   | ۲۱۱   |
| منچستر سیتی (قرضی) | ۲۰۱۴–۱۵    | ۲    | ۱   | ۰        | ۰        | ۲           | ۲           | ۰      | ۰      | ۰    | ۰    | ۳     | ۳     |
| منچستر سیتی (قرضی) | مجموع      | ۲    | ۱   | ۰        | ۰        | ۲           | ۲           | ۰      | ۰      | ۰    | ۰    | ۳     | ۳     |
| مجموع آمار         | مجموع آمار | ۵۸۸  | ۱۷۳ | ۷۱       | ۲۸       | ۵۱          | ۲۳          | ۱۲۷    | ۲۹     | ۱۰   | ۱    | ۸۴۷   | ۲۵۴   |

### ملی
| تیم ملی انگلستان | تیم ملی انگلستان | تیم ملی انگلستان |
| سال              | بازی             | گل               |
| ---------------- | ---------------- | ---------------- |
| ۱۹۹۹             | ۱                | ۰                |
| ۲۰۰۰             | ۰                | ۰                |
| ۲۰۰۱             | ۳                | ۰                |
| ۲۰۰۲             | ۳                | ۰                |
| ۲۰۰۳             | ۹                | ۱                |
| ۲۰۰۴             | ۱۳               | ۶                |
| ۲۰۰۵             | ۹                | ۳                |
| ۲۰۰۶             | ۱۳               | ۲                |
| ۲۰۰۷             | ۹                | ۲                |
| ۲۰۰۸             | ۶                | ۰                |
| ۲۰۰۹             | ۱۰               | ۶                |
| ۲۰۱۰             | ۷                | ۰                |
| ۲۰۱۱             | ۷                | ۳                |
| ۲۰۱۲             | ۳                | ۳                |
| ۲۰۱۳             | ۱۰               | ۳                |
| ۲۰۱۴             | ۳                | ۰                |
| مجموع            | ۱۰۶              | ۲۹               |

## افتخارات

### بازیکن
وستهام
- جام اینترتوتو (۱): ۱۹۹۹

چلسی
- لیگ برتر فوتبال انگلستان (۳): ۰۵–۲۰۰۴, ۰۶–۲۰۰۵, ۱۰–۲۰۰۹
- جام حذفی فوتبال انگلستان (۴): ۲۰۰۷, ۲۰۰۹, ۲۰۱۰, ۲۰۱۲
- کارلینگ کاپ (۲): ۲۰۰۵, ۲۰۰۷
- جام خیریه انگلستان (۲): ۲۰۰۵, ۲۰۰۹
- لیگ قهرمانان اروپا (۱): ۲۰۱۲
- لیگ اروپا (۱): ۲۰۱۳